# كين يامورا
كين يامورا (باليابانية: 矢村 健) (مواليد 9 يونيو 1997) هو لاعب كرة قدم ياباني.

## وصلات خارجية
- كين يامورا على موقع رابطة كرة القدم اليابانية للمحترفين (اليابانية)
- كين يامورا على موقع قاعدة بيانات كرة القدم.إي يو (الإنجليزية)
- كين يامورا على موقع Soccerway.com (الإنجليزية)
- كين يامورا على موقع عالم كرة القدم.نت (الإنجليزية)